# Joueur par excellence de la Série mondiale
Le prix Willie Mays du Joueur par excellence de la Série mondiale (en anglais : Willie Mays World Series Most Valuable Player Award) est un honneur décerné annuellement au joueur s'étant le plus illustré et ayant le mieux contribué aux succès de son équipe au cours de la Série mondiale, qui est la grande finale des Ligues majeures de baseball.

## Histoire
Le prix a été remis pour la première fois en 1955 par les éditeurs du magazine SPORT, mais aujourd'hui il est choisi par un groupe de journalistes et d'officiels des Ligues majeures et décerné immédiatement après la conclusion de la dernière partie de la Série mondiale.
Le 29 septembre 2017, le prix est renommé Willie Mays World Series Most Valuable Player Award en l'honneur de Willie Mays. L'annonce en est faite le jour du 63e anniversaire du célèbre attrapé réalisé par Mays lors du premier match de la Série mondiale 1954, surnommé en anglais The Catch (en).

## Gagnants

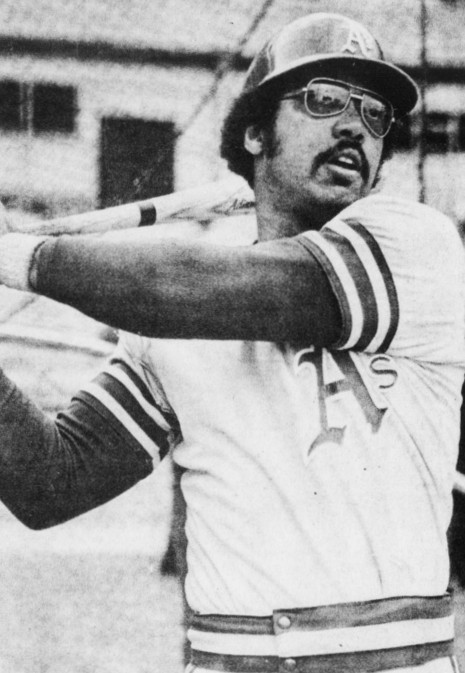
Seul gagnant du prix du joueur par excellence de la Série mondiale avec deux clubs différents, Reggie Jackson a été surnommé « Monsieur Octobre » pour ses succès avec les Athletics de 1973 et les Yankees de 1977.

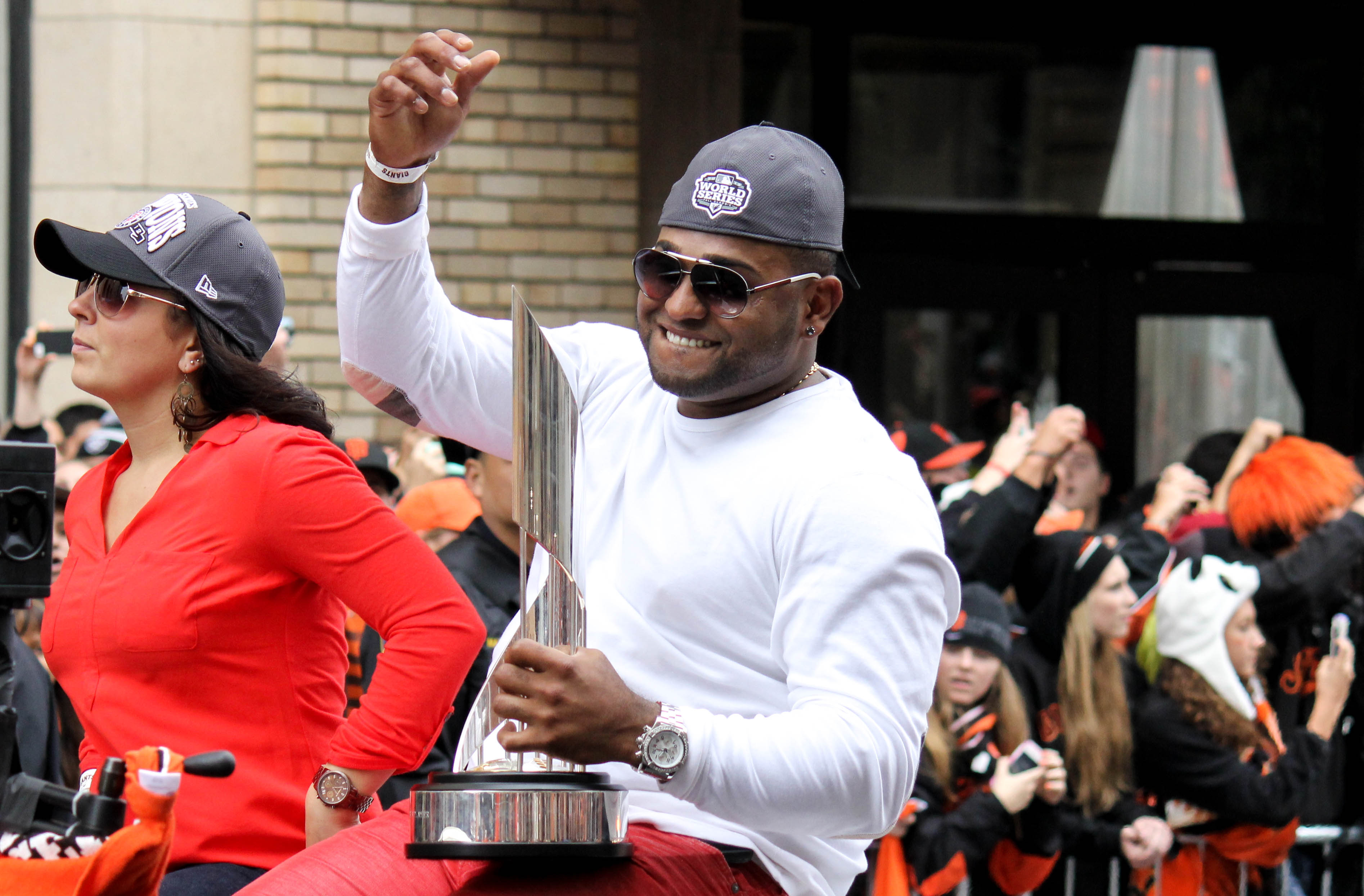
Pablo Sandoval des Giants de San Francisco et son trophée du joueur par excellence de la Série mondiale 2012.

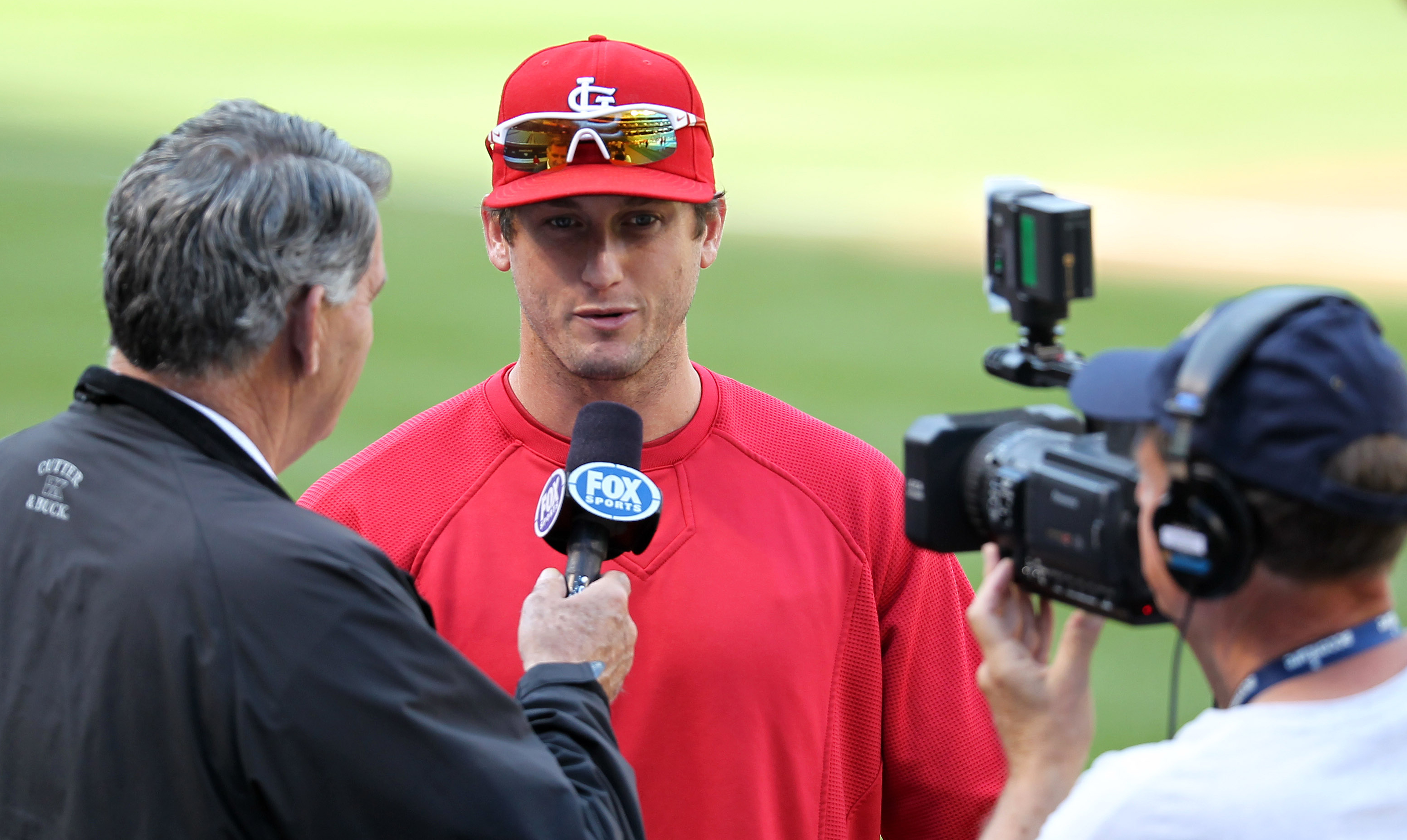
David Freese des Cardinals de Saint-Louis, joueur par excellence de la Série mondiale 2011.

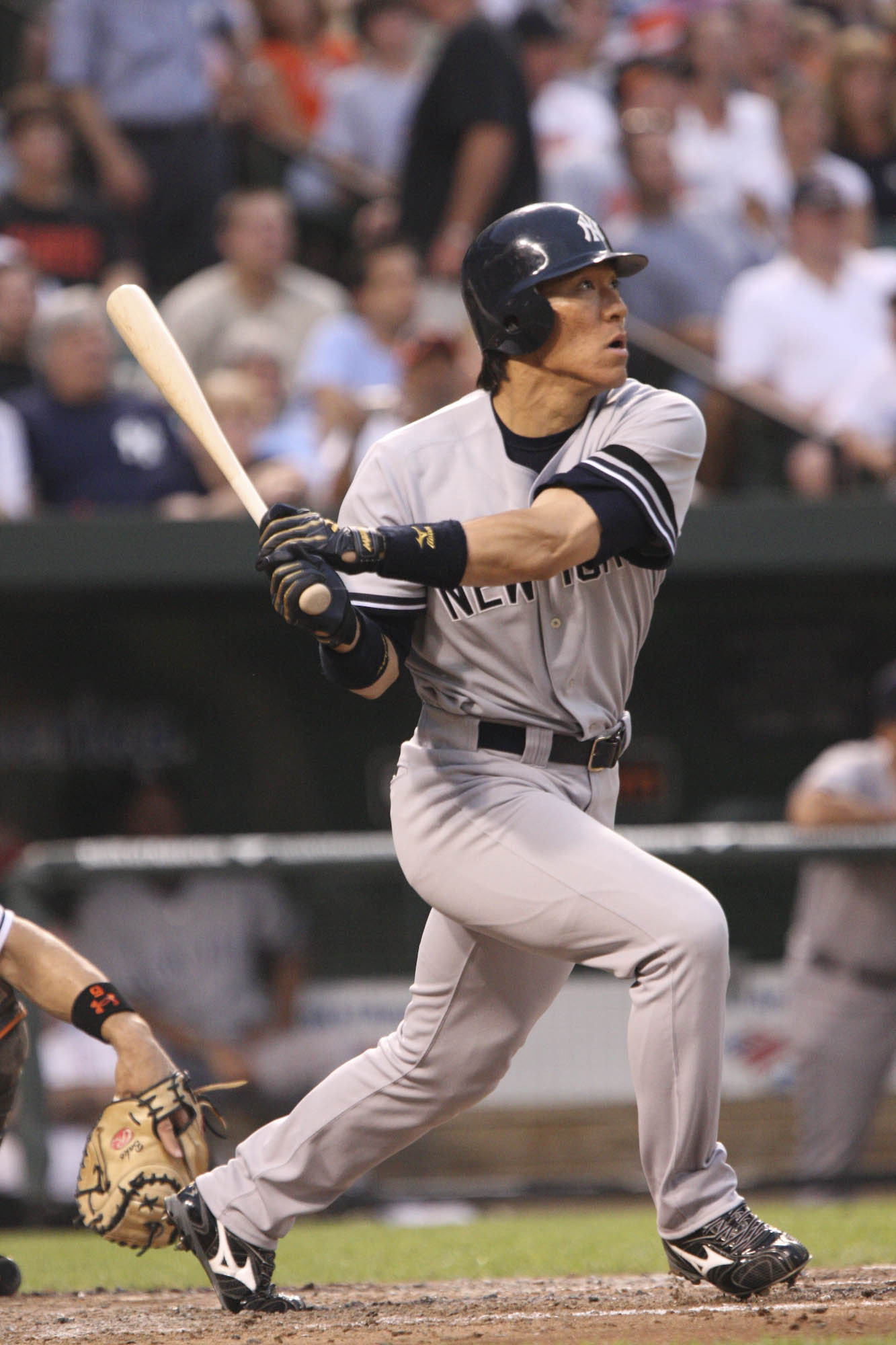
Hideki Matsui est en 2009 le premier joueur japonais nommé meilleur joueur d'une Série mondiale.

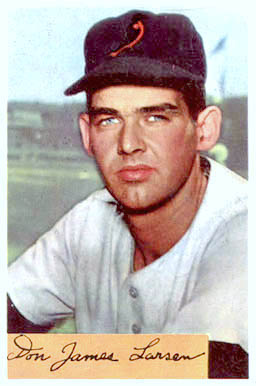
Don Larsen a été nommé meilleur joueur de la Série mondiale 1956 dans laquelle il a lancé un match parfait.

| Année | Joueur            | Équipe                    |
| ----- | ----------------- | ------------------------- |
| 1955  | Johnny Podres     | Dodgers de Brooklyn       |
| 1956  | Don Larsen        | Yankees de New York       |
| 1957  | Lew Burdette      | Braves de Milwaukee       |
| 1958  | Bob Turley        | Yankees de New York       |
| 1959  | Larry Sherry      | Dodgers de Los Angeles    |
| 1960  | Bobby Richardson¹ | Yankees de New York       |
| 1961  | Whitey Ford       | Yankees de New York       |
| 1962  | Ralph Terry       | Yankees de New York       |
| 1963  | Sandy Koufax      | Dodgers de Los Angeles    |
| 1964  | Bob Gibson        | Cardinals de St. Louis    |
| 1965  | Sandy Koufax      | Dodgers de Los Angeles    |
| 1966  | Frank Robinson    | Orioles de Baltimore      |
| 1967  | Bob Gibson        | Cardinals de Saint-Louis  |
| 1968  | Mickey Lolich     | Tigers de Detroit         |
| 1969  | Donn Clendenon    | Mets de New York          |
| 1970  | Brooks Robinson   | Orioles de Baltimore      |
| 1971  | Roberto Clemente  | Pirates de Pittsburgh     |
| 1972  | Gene Tenace       | Athletics d'Oakland       |
| 1973  | Reggie Jackson    | Athletics d'Oakland       |
| 1974  | Rollie Fingers    | Athletics d'Oakland       |
| 1975  | Pete Rose         | Reds de Cincinnati        |
| 1976  | Johnny Bench      | Reds de Cincinnati        |
| 1977  | Reggie Jackson    | Yankees de New York       |
| 1978  | Bucky Dent        | Yankees de New York       |
| 1979  | Willie Stargell   | Pirates de Pittsburgh     |
| 1980  | Mike Schmidt      | Phillies de Philadelphie  |
| 1981  | Ron Cey           | Dodgers de Los Angeles    |
| 1981  | Pedro Guerrero    | Dodgers de Los Angeles    |
| 1981  | Steve Yeager      | Dodgers de Los Angeles    |
| 1982  | Darrell Porter    | Cardinals de Saint-Louis  |
| 1983  | Rick Dempsey      | Orioles de Baltimore      |
| 1984  | Alan Trammell     | Tigers de Detroit         |
| 1985  | Bret Saberhagen   | Royals de Kansas City     |
| 1986  | Ray Knight        | Mets de New York          |
| 1987  | Frank Viola       | Twins du Minnesota        |
| 1988  | Orel Hershiser    | Dodgers de Los Angeles    |
| 1989  | Dave Stewart      | Athletics d'Oakland       |
| 1990  | José Rijo         | Reds de Cincinnati        |
| 1991  | Jack Morris       | Twins du Minnesota        |
| 1992  | Pat Borders       | Blue Jays de Toronto      |
| 1993  | Paul Molitor      | Blue Jays de Toronto      |
| 1994  | aucun             | grève                     |
| 1995  | Tom Glavine       | Braves d'Atlanta          |
| 1996  | John Wetteland    | Yankees de New York       |
| 1997  | Liván Hernández   | Marlins de la Floride     |
| 1998  | Scott Brosius     | Yankees de New York       |
| 1999  | Mariano Rivera    | Yankees de New York       |
| 2000  | Derek Jeter       | Yankees de New York       |
| 2001  | Randy Johnson     | Diamondbacks de l'Arizona |
| 2001  | Curt Schilling    | Diamondbacks de l'Arizona |
| 2002  | Troy Glaus        | Angels d'Anaheim          |
| 2003  | Josh Beckett      | Marlins de la Floride     |
| 2004  | Manny Ramírez     | Red Sox de Boston         |
| 2005  | Jermaine Dye      | White Sox de Chicago      |
| 2006  | David Eckstein    | Cardinals de Saint-Louis  |
| 2007  | Mike Lowell       | Red Sox de Boston         |
| 2008  | Cole Hamels       | Phillies de Philadelphie  |
| 2009  | Hideki Matsui     | Yankees de New York       |
| 2010  | Edgar Rentería    | Giants de San Francisco   |
| 2011  | David Freese      | Cardinals de Saint-Louis  |
| 2012  | Pablo Sandoval    | Giants de San Francisco   |
| 2013  | David Ortiz       | Red Sox de Boston         |
| 2014  | Madison Bumgarner | Giants de San Francisco   |
| 2015  | Salvador Pérez    | Royals de Kansas City     |
| 2016  | Ben Zobrist       | Cubs de Chicago           |
| 2017  | George Springer   | Astros de Houston         |
| 2018  | Steve Pearce      | Red Sox de Boston         |
| 2019  | Stephen Strasburg | Nationals de Washington   |
| 2020  | Corey Seager      | Dodgers de Los Angeles    |
| 2021  | Jorge Soler       | Braves d'Atlanta          |
| 2022  | Jeremy Peña       | Astros de Houston         |
| 2023  | Corey Seager      | Rangers du Texas          |
| 2024  | Freddie Freeman   | Dodgers de Los Angeles    |

¹Joueur qui a gagné le prix bien qu'il ait joué pour l'équipe perdante

## Cas particuliers
- Un seul joueur a été nommé joueur par excellence des Séries mondiales malgré la défaite de son équipe. Il s'agit de Bobby Richardson, des Yankees de 1960, alors que New York s'est incliné en 7 matchs devant Pittsburgh.
- Trois joueurs ont remporté deux fois le titre de joueur par excellence des Séries mondiales : Sandy Koufax, Bob Gibson et Reggie Jackson. Jackson est le seul à l'avoir fait avec deux équipes différentes : Oakland en 1973 et les Yankees en 1977.
- Sept joueurs ont été nommés joueur le plus utile de la Série de championnat (dans la Ligue américaine ou la Ligue nationale), et ensuite joueur le plus utile de la Série mondiale qui a suivi : Willie Stargell (1979), Darrell Porter (1982), Orel Hershiser (1988), Livan Hernandez (1997), Cole Hamels (2008), David Freese (2011) et Madison Bumgarner (2014).
- Les lanceurs ayant gagné le trophée Cy Young et le titre de joueur le plus utile en Série mondiale la même année sont : Whitey Ford (1961), Sandy Koufax (en 1963 et 1965), Bret Saberhagen (1985), Orel Hershiser (1988) et Randy Johnson (2001).
- Les joueurs ayant été nommés joueur par excellence en saison régulière et en Série mondiale la même année sont : Sandy Koufax (1963), Frank Robinson (1966), Reggie Jackson (1973), Willie Stargell (1979), Mike Schmidt (1980).
- Seul Willie Stargell a été nommé joueur le plus utile de la saison régulière, de la Série de championnat (Ligue Nationale) et de la Série mondiale en une même saison (1979).
- Seul le lanceur Sandy Koufax a remporté le Cy Young, le titre de joueur le plus utile en saison régulière (Ligue Nationale) et le titre de joueur le plus utile en Série mondiale la même année (en 1963).
- Seul le lanceur Orel Hershiser a remporté le Cy Young et les titres de joueur le plus utile de la Série de championnat (Ligue Nationale) et de la Série mondiale (1988).
- Roberto Clemente, né à Porto Rico, est en 1971 le premier joueur né hors des États-Unis à gagner le prix du meilleur joueur de la Série mondiale. Pedro Guerrero est en 1981 le premier Dominicain et Hideki Matsui le premier Japonais en 2009[2].